# مایکل گریفیث هاپکینز
مایکل گریفیث هاپکینز (انگلیسی: Mike Hopkins؛ زادهٔ ۶ اوت ۱۹۶۹) بازیکن بسکتبال، و سرمربی (بسکتبال) اهل ایالات متحده آمریکا است.